# Vela nos Jogos Pan-Americanos de 1999
As competições de vela nos Jogos Pan-Americanos de 1999 foram realizadas em Winnipeg, Canadá. Esta foi a décima segunda edição do esporte nos Jogos Pan-Americanos. 

## Eventos masculinos
| Evento                  | Ouro                   | Prata                     | Bronze                |
| ----------------------- | ---------------------- | ------------------------- | --------------------- |
| Prancha à vela detalhes | Marcos Galván ( ARG )  | Ricardo Santos ( BRA )    | Mike Gebhardt ( USA ) |
| Laser detalhes          | Robert Scheidt ( BRA ) | Mark Mendelblatt ( USA )  | Diego Romero ( ARG )  |
| Finn detalhes           | Richard Clarke ( CAN ) | Russell Silvestri ( USA ) | Bruno Prada ( BRA )   |

## Eventos feminino
| Evento                  | Ouro                 | Prata                   | Bronze                     |
| ----------------------- | -------------------- | ----------------------- | -------------------------- |
| Prancha à vela detalhes | Lanee Butler ( USA ) | Caroll-Ann Alie ( CAN ) | Christina Forte ( BRA )    |
| Laser radial detalhes   | Kelly Hand ( CAN )   | Sara Wright ( BER )     | Isabela Maruccui ( BRA )   |
| Europa detalhes         | Serena Amato ( ARG ) | Fernanda Pinto ( BRA )  | Tanía Elias Calles ( MEX ) |

## Eventos abertos
| Evento             | Ouro                                                   | Prata                                               | Bronze                                     |
| ------------------ | ------------------------------------------------------ | --------------------------------------------------- | ------------------------------------------ |
| Sunfish detalhes   | Oskar Johansson ( CAN )                                | Malcolm Smith ( BER )                               | David van Cleef ( USA )                    |
| Snipe detalhes     | Nélido Manso Octavio Lorenzo CUB Cuba                  | Alexandre Dias Paradeda Flávio Fernandes BRA Brasil | Luis Soubié Cecilia Granucci ARG Argentina |
| Lightning detalhes | Andy Horton ( USA )                                    | Cláudio Biekarck ( BRA )                            | Larry MacDonald ( CAN )                    |
| Hobie 16 detalhes  | Enrique Figueroa Suárez Carla Malatrasi PUR Porto Rico | Claudio Cardoso Patricia Kirschner BRA Brasil       | David Sweeney Kevin Smith CAN Canadá       |

## Quadro de medalhas
| Ordem | País               | Medalha de ouro | Medalha de prata | Medalha de bronze |    |
| ----- | ------------------ | --------------- | ---------------- | ----------------- | -- |
| 1     | CAN Canadá         | 3               | 1                | 2                 | 6  |
| 2     | USA Estados Unidos | 2               | 2                | 2                 | 6  |
| 3     | ARG Argentina      | 2               |                  | 2                 | 4  |
| 4     | BRA Brasil         | 1               | 5                | 3                 | 9  |
| 5     | CUB Cuba           | 1               |                  |                   | 1  |
|       | PUR Porto Rico     | 1               |                  |                   | 1  |
| 7     | BER Bermudas       |                 | 2                |                   | 2  |
| 8     | MEX México         |                 |                  | 1                 | 1  |
| TOTAL | TOTAL              | 10              | 10               | 10                | 30 |

## Ligação externa
- Jogos Pan-Americanos de 1999